# Parque Nacional de Banhine
O Parque Nacional de Banhine é uma área protegida no norte da Província de Gaza, Moçambique. O parque foi estabelecido em 26 de junho de 1973. Em 2013, os limites do parque foram atualizados  para refletir melhor as realidades no terreno, principalmente a presença humana na área.

## Localização
O parque tem 7.250 quilômetros quadrados na área e possui extensas áreas úmidas interiores, atuando como uma importante fonte de água para as terras secas que a cercam. O parque fica em uma área com chuvas anuais de apenas 430 milímetros. No entanto, mais de 1% do parque é pantanoso e também existem mais de mil charcos que variam em tamanho, de alguns metros quadrados a centenas de hectares. Esses charcos podem ser muito salgadas ou "doces" e bebíveis. A água vem da área a noroeste, perto do limite do Zimbábue, fluindo por muitos canais para as áreas úmidas e depois para o rio Changane.
Administrativamente, o parque é dividido entre o distrito de Chicualacuala (2.400 quilômetros quadrados), Distrito de Chigubo (3.000 quilômetros quadrados) e Distrito de Mabalane (1.600 quilômetros quadrados)

## Fauna
18 espécies de peixes foram encontradas no parque. O peixe-pulmão africano, duas espécies de killifish e duas espécies de barbo desenvolveram maneiras de lidar com períodos previsíveis de seca. Às vezes, os pântanos estão completamente secos na superfície.
O Parque Nacional de Banhine costumava ser o lar de búfalos, zibelinas, antílopes, zebrase gnus azuis. Muitos desses animais foram dizimados durante as guerras civis dos anos 80 e início dos 90. No entanto, o parque ainda abriga guindastes ameaçados de extinção e muitas aves migratórias. Os resultados de uma pesquisa aérea realizada em outubro de 2004 mostraram que o parque tinha populações saudáveis de avestruz, cudo, impala, redunca, cephalophinae, raphicerus campestris, porco-espinho, javali e oribi. Predadores como leopardos, leões, servais, hienas-pintadas e até guepardos também são encontrados no parque nacional. 

## Presença humana
Há uma pequena população humana na reserva, prejudicando o meio ambiente devido ao cultivo de milho, sorgo, mandioca e cana-de-açúcar. Com a seca, as colheitas fracassam e as pessoas voltam à caça e pesca, colocando pressão sobre a fauna. O governo está incentivando as pessoas a sair do parque construindo fontes de água permanentes fora da reserva e incentivando aqueles que se mudam.
No entanto, em 2013, em reconhecimento ao fato de muitas comunidades terem se reassentado no parque, as fronteiras foram alteradas para refletir esse fato e facilitar o gerenciamento da área como um refúgio de vida selvagem.

## Planos
Os parques nacionais Banhine, Zinave e Limpopo em Moçambique, o Parque Nacional Gonarezhou no Zimbábue e o Parque Nacional Kruger na África do Sul são a base do Parque Transfronteiriço do Grande Limpopo, parte da Área de Conservação Transfronteiriça do Grande Limpopo que ligará as Montanhas Drakensberg em a oeste, até o estuário do rio Save, no leste. A área total protegida excederá 95.624 quilômetros quadrados.